# Lista de condes e viscondes de Melun
Meledunum começou como uma vila gaulesa, organizada e fortificada, mais tarde, por Clóvis I dos Francos na intenção de protegê-la. Aos poucos ela tornou-se rica e próspera, o que gerou alguns infortúnios, como as invasões viquingues que afetaram seriamente a cidade, exemplo disso foram os ataques normandos de (845), quando a cidade foi saqueada, depois em (852) e (886).
O castelo de Melun, tornou-se uma residência real de muitos dos primeiros reis Capetos, até que em 1026 eles adquiriram o castelo de Montereau. Hugo Capeto (Veja também a dinastia capetiana) deu o Melun a Bucardo, seu favorito. Em 991, no reinado do filho de Hugo, Roberto II, Eudes I de Blois, conde de Champagne, comprou a cidade, da qual era senhor Bucardo, o Venerável, Conde de Vendôme, após seu casamento com Isabel de Melun. Como Bucardo sempre fora fiel a Hugo Capeto, uma aliança foi montada entre Fulco Nerra (filho de Bucardo) e Ricardo I, através da qual se permitiu a retomada da cidade e Le Chatelain, e sua esposa, que a tinham vendido, foram enforcados.
Em 1420, Melun suportou um sítio memorável de ingleses e borgonheses. A fome providenciou para que a cidade caísse finalmente, entretanto ficou, daqueles tempos difíceis um lema que era: Fides muris usque ad mures. Este lema vem do fato de que os habitantes de Melun resistiram ao cerco dos ingleses comendo ratos.

## Condes de Melun

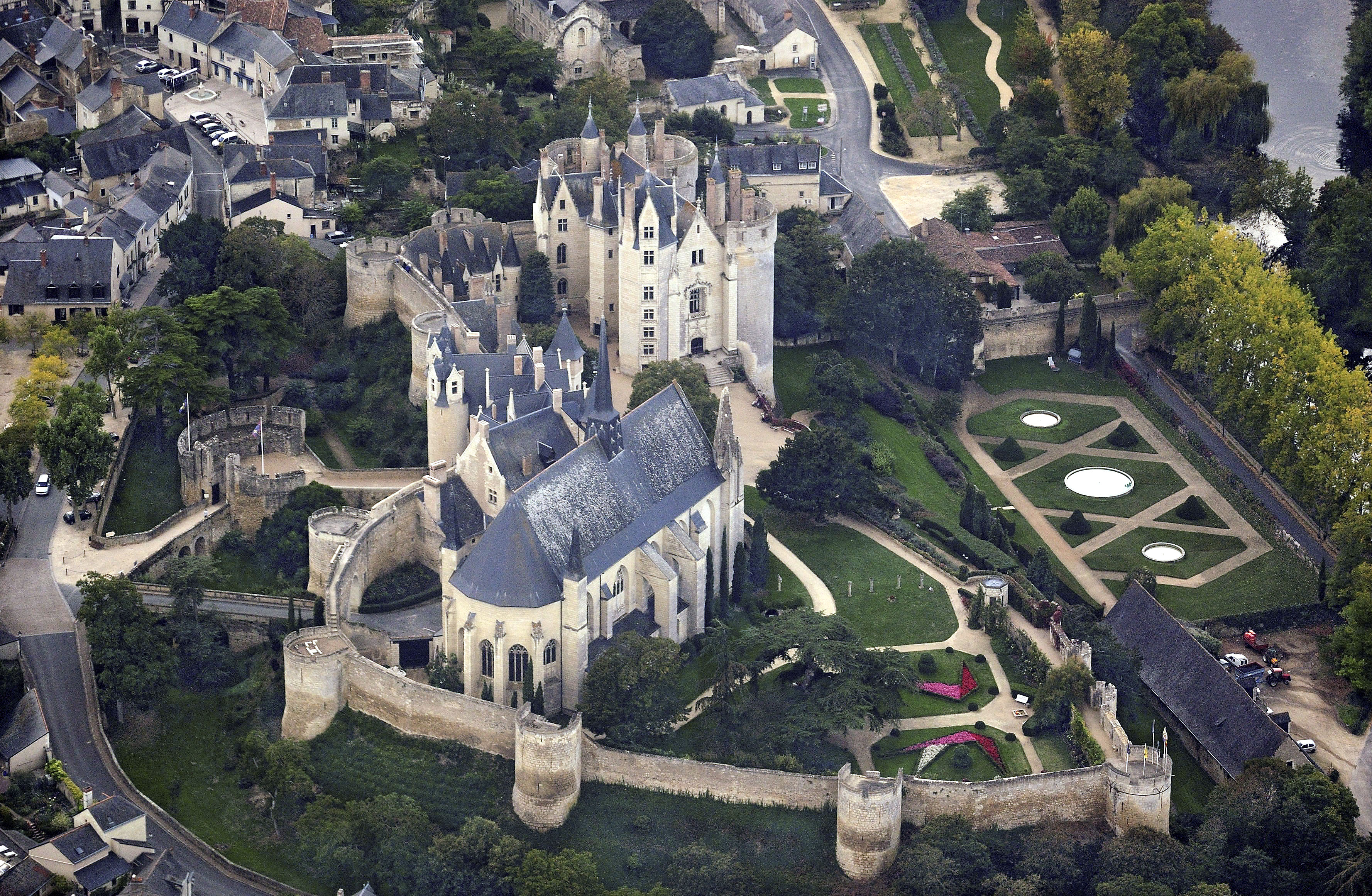
O castelo de Montreuil-Bellay pertenceu a Berlai, o Velho, primeiro senhor de Bellay, depois pertenceu a Fulco Nerra, filho de Bucardo, visconde de Melun e depois foi reformado por Guilherme de Melun

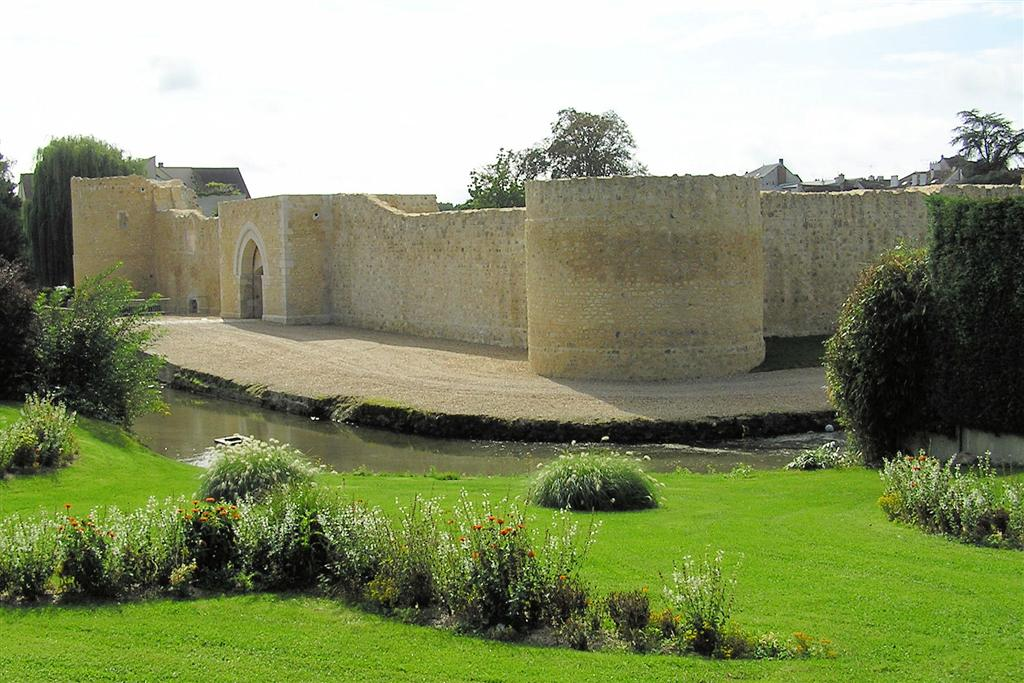
Castelo de Roberto I de Dreux, senhor de Brie - Foi uma das únicas fortificações que resisitu aos ingleses no cerco de Melun em 1420

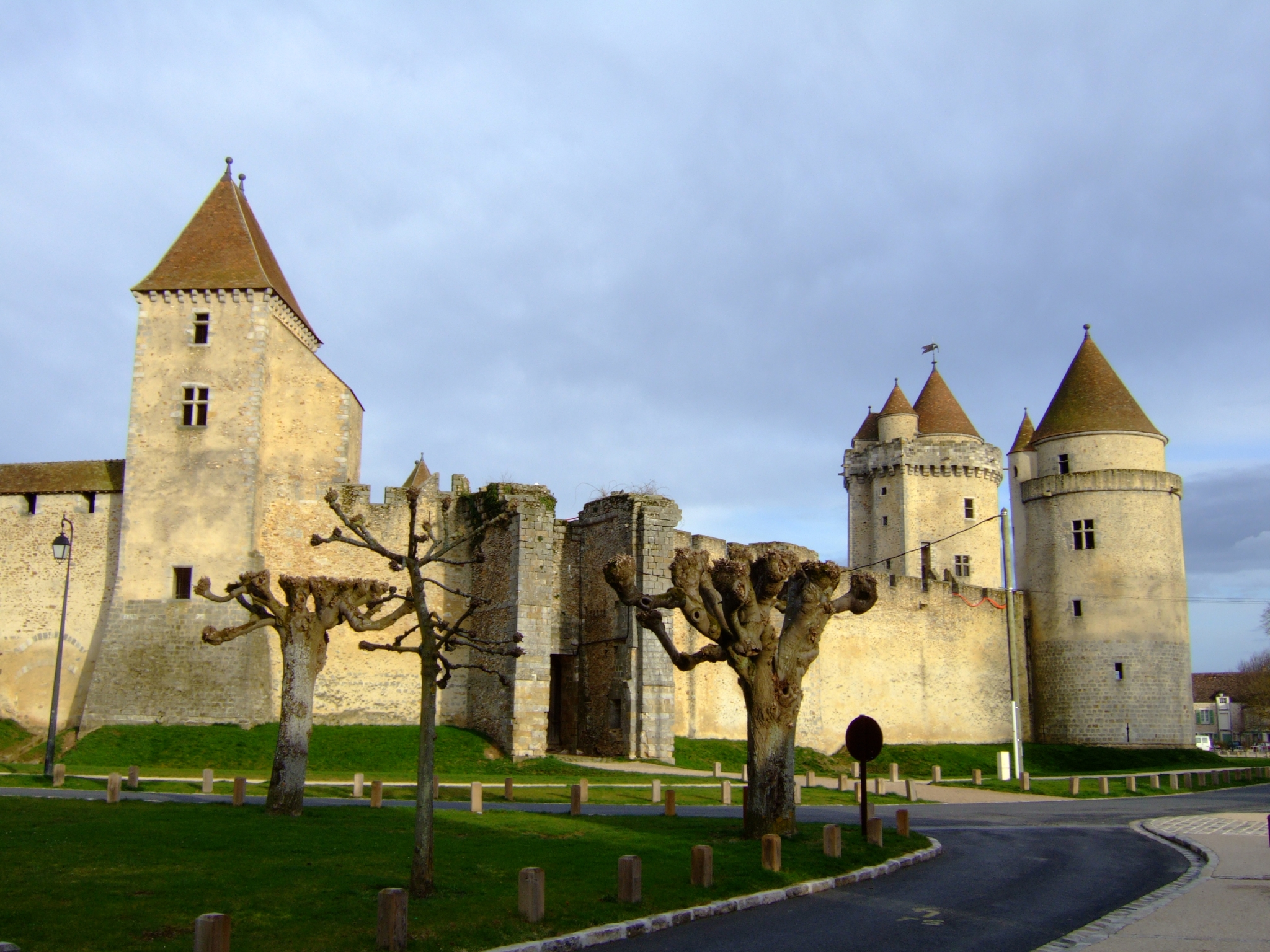
Castelo de Blandy-les-Tours - Pertenceu ao conde Adão II de Chailly, Visconde de Melun e depois foi reformado pelos reis Carlos V (1364-1380) e Carlos VI (1380-1422) para os condes de Tancarville João II e seu neto Gulherme IV, viscondes de Melun

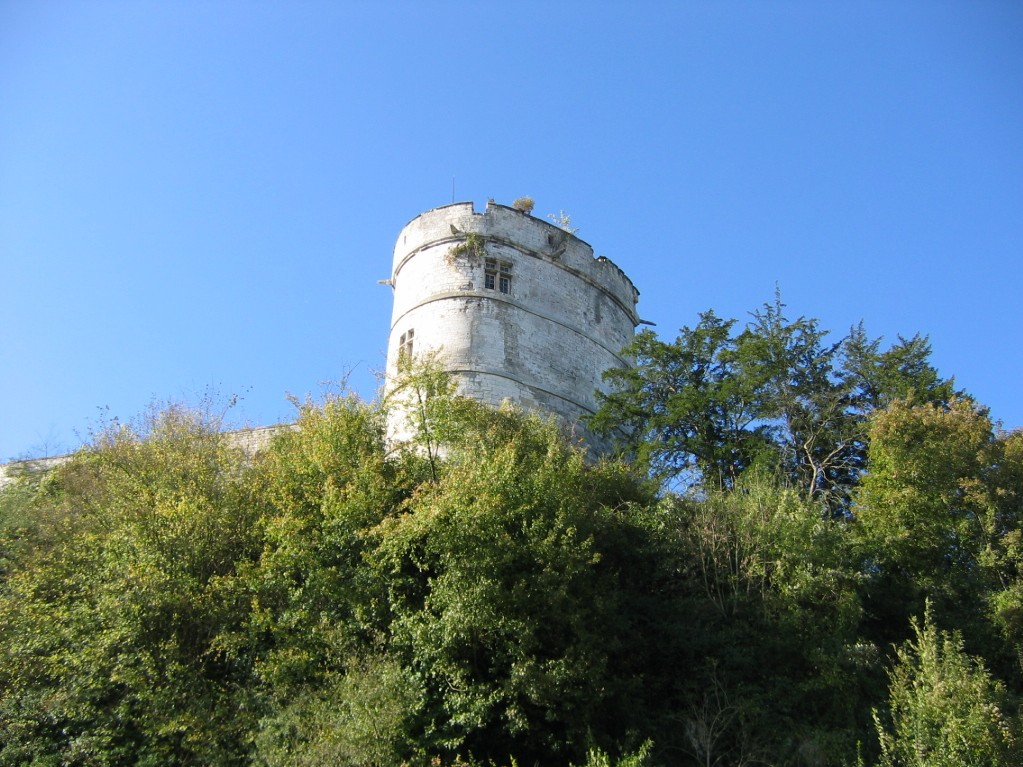
Castelo de Tancarville (detalhe) - Raul de chambellain, duque da Normandia, construiu os muros e a torre e no séc XII foi construída a torre quadrada. Em 1316, com o casamento de Joana de Tancarville (única herdeira) e João I de Melun, o castelo tornou-se propriedade da família Melun e o filho do casal, João II de Melun, tornou-se o segundo conde de Tancarville. Em 1364 Condado de Tancarville é separado do de Longueville

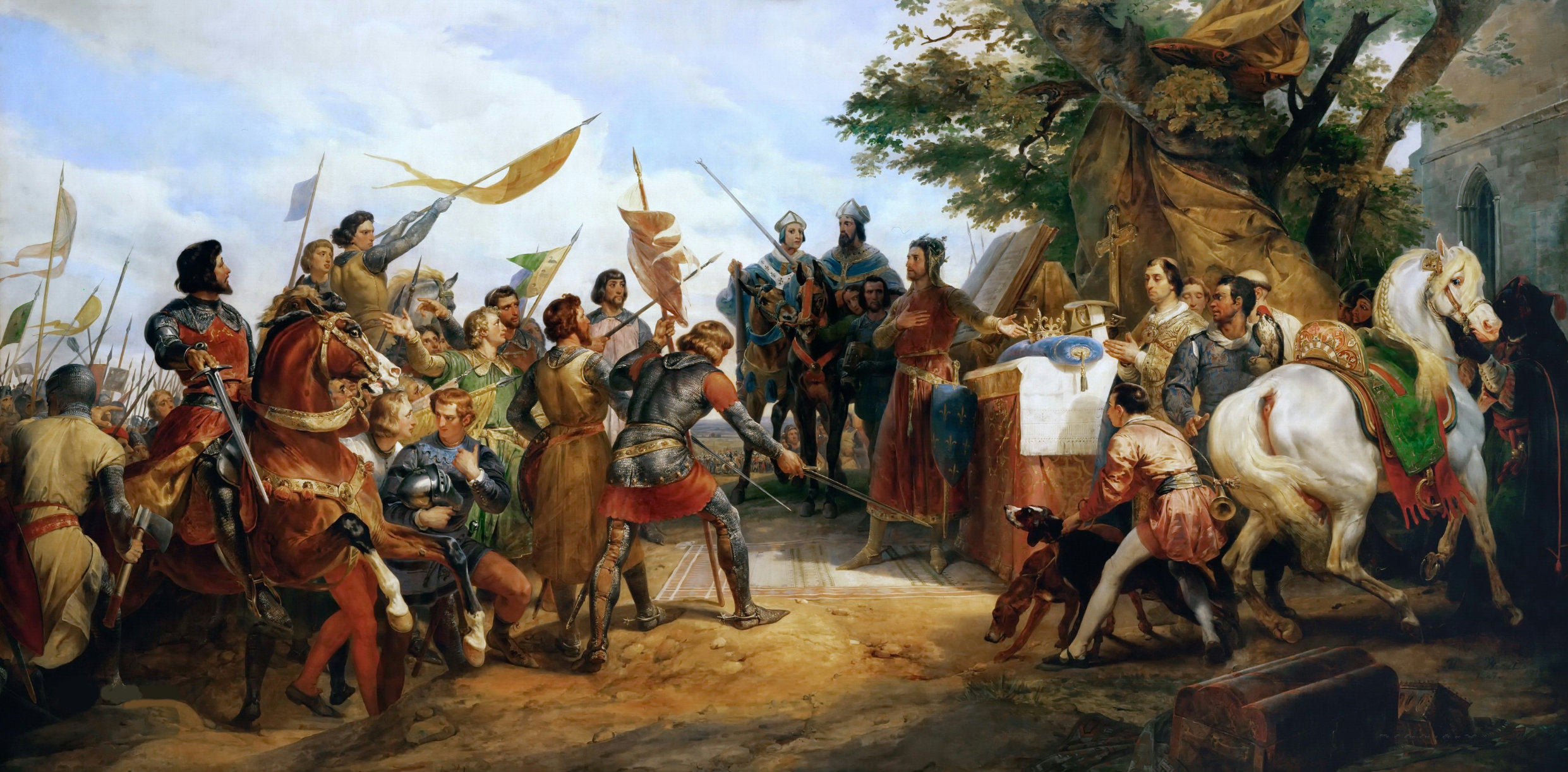
A Batalha de Bouvines por Horace Vernet

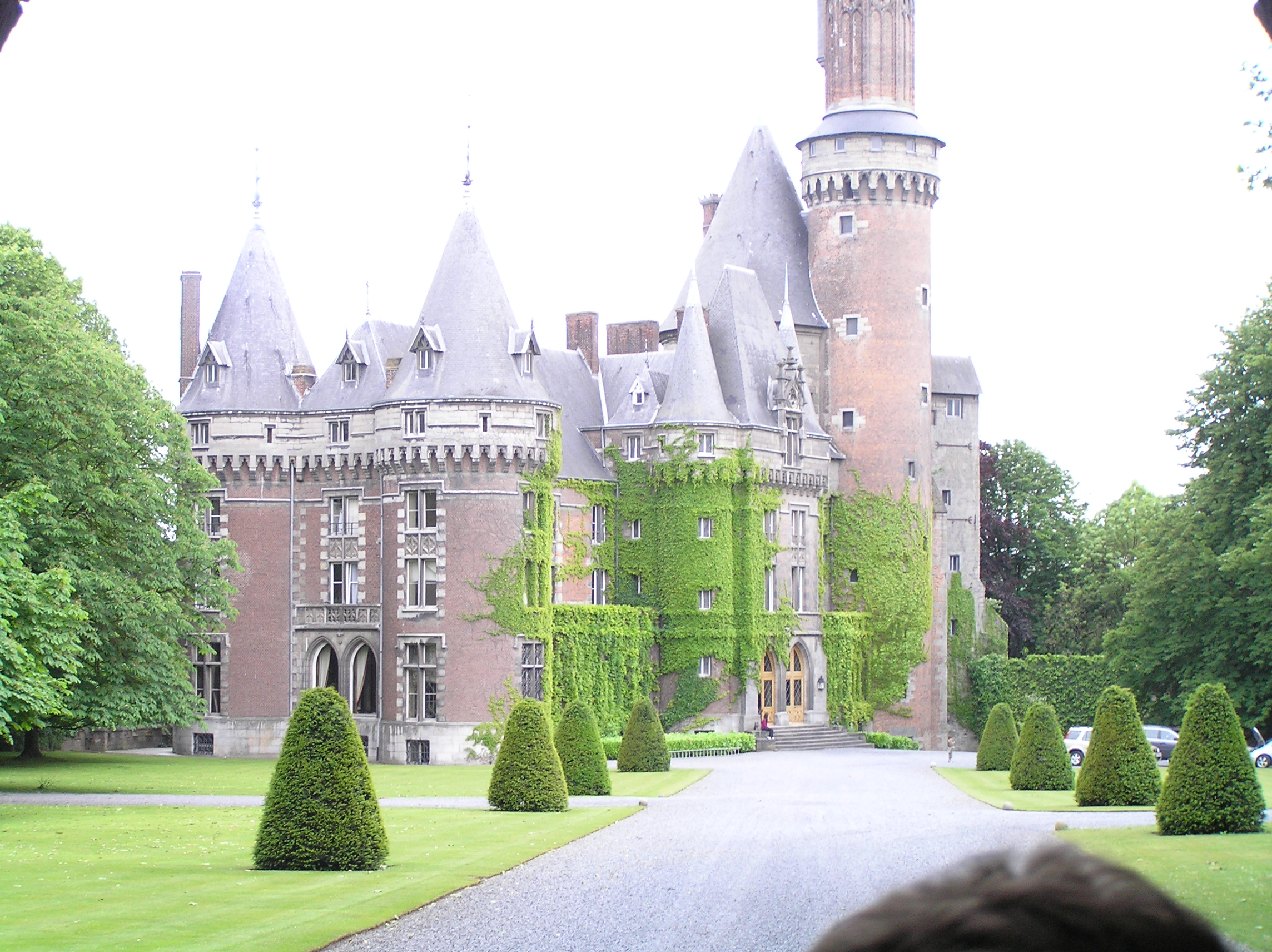
Castelo de Antoing - Com a morte da filha de Hugo VI, Isabela de Antoing († 1354), esposa de João I de Melun de Tancarville, o Epinoy e o Antoing (e seu castelo) passam às mãos da potente casa Melun, à qual deve-se uma boa parte das construções medievais existentes. Com a morte de Ana Maria de Melun, esposa de Amoral de Ligne, o castelo passa (1584) ao Principado de Ligne

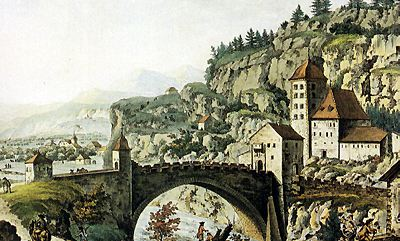
Castelo de Saint-Maurice - O filho do visconde de Melun Adão IV: Filipe, João I e João II, tornam-se consecutivamente senhores de Saint-Maurice e seu castelo. Filipe, além de senhor de Saint-Maurice, é bispo e conde de Chalons (1335-1338), e em seguida deixa Chalons e torna-se arcebispo de Sens (1338-7 de abril de 1345)

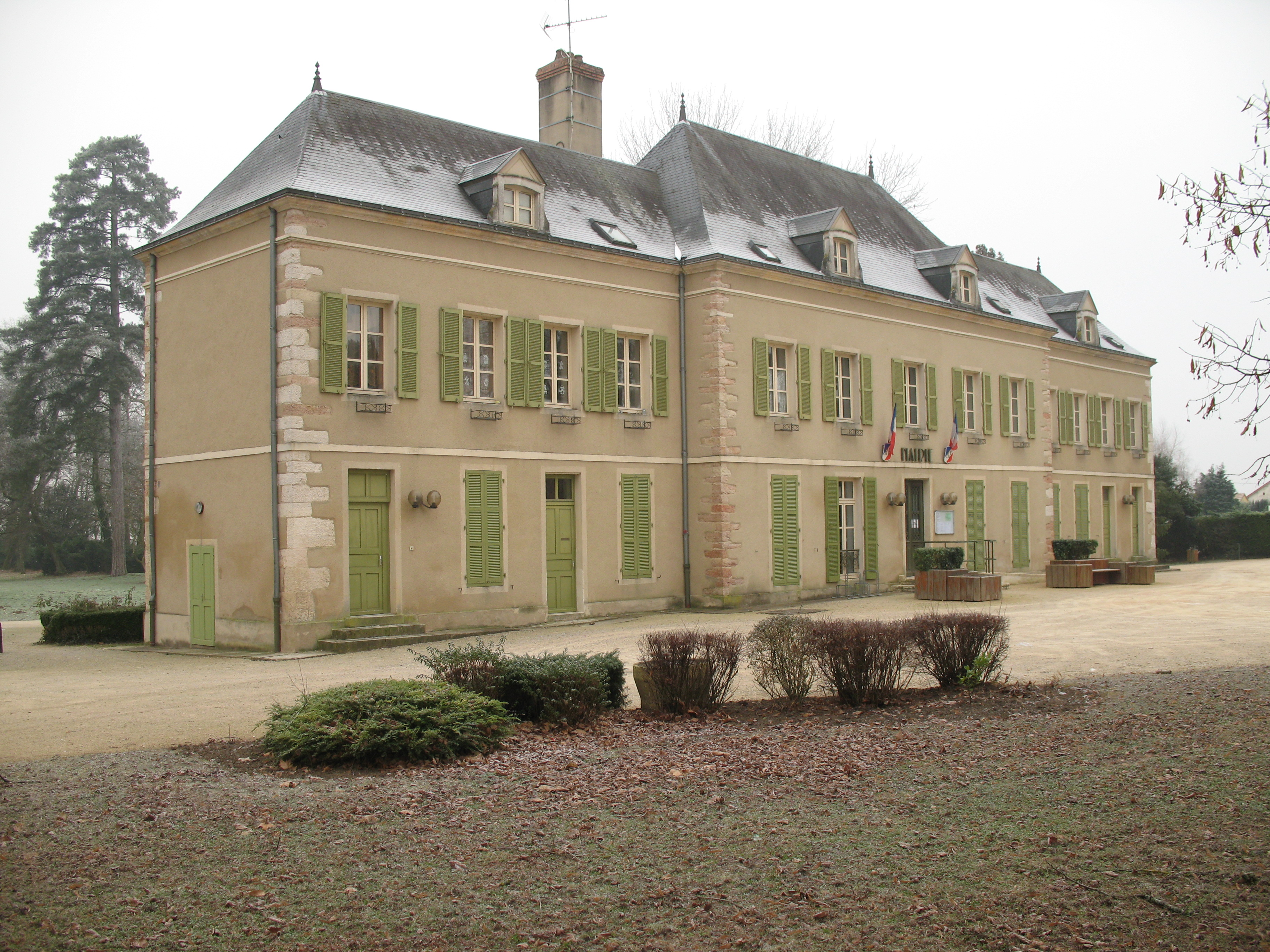
O Castelo de Châtenoy - Em 29 de outubro de 1347 com o casamento de Roberto de Melun, filho de João I de Melun e Isabel senhora de Châtenoy, os senhores de Melun aumentam sua influência e domínio, o filho de ambos, João, será sucessor e senhor de Châtenoy

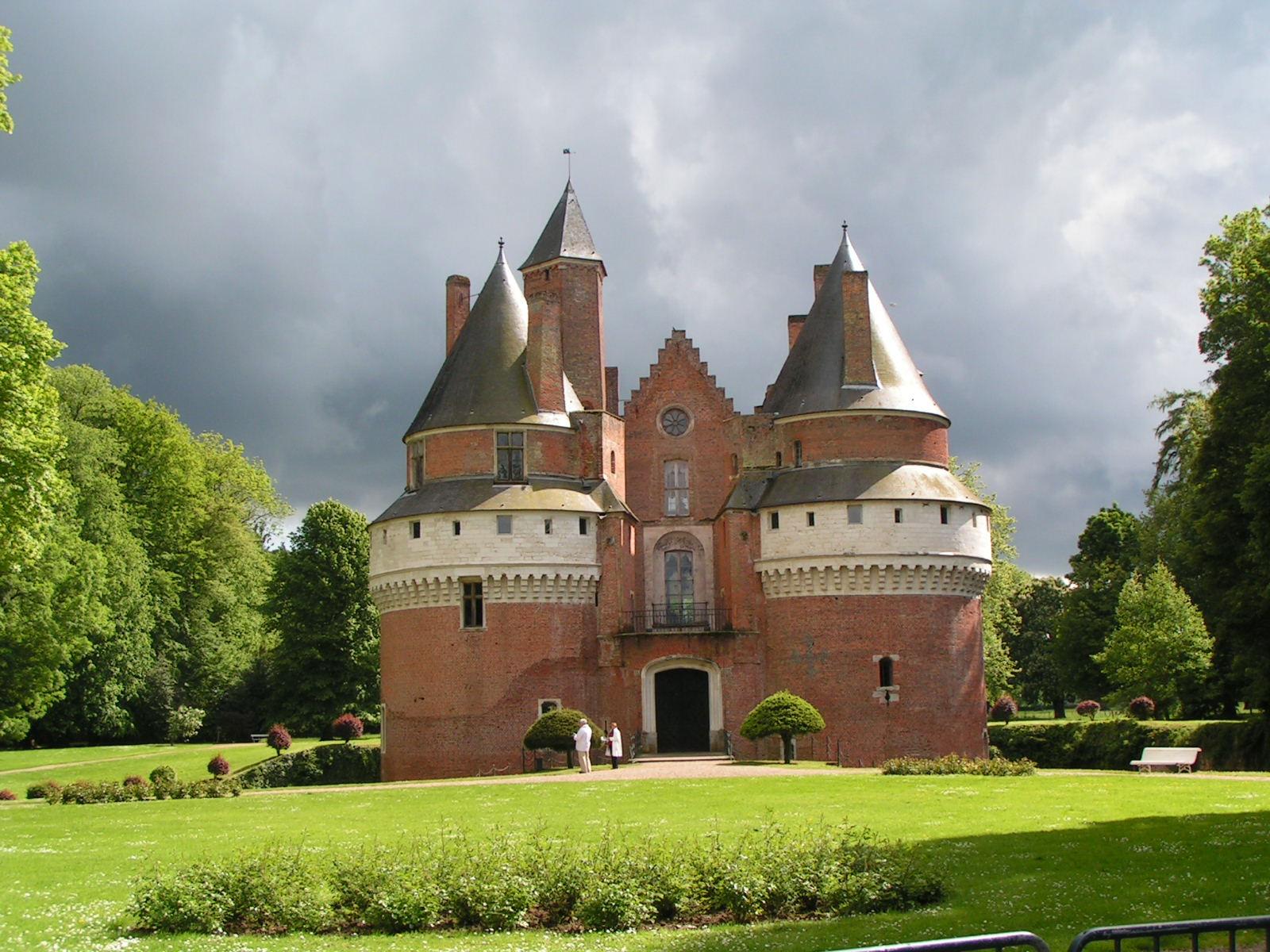
O castelo de Roumbures, construído na idade média como uma fortaleza militar, foi mencionado pela primeira vez em 1058. Pertenceu a Robinet, senhor de Rombures e sua esposa Ida de Melun

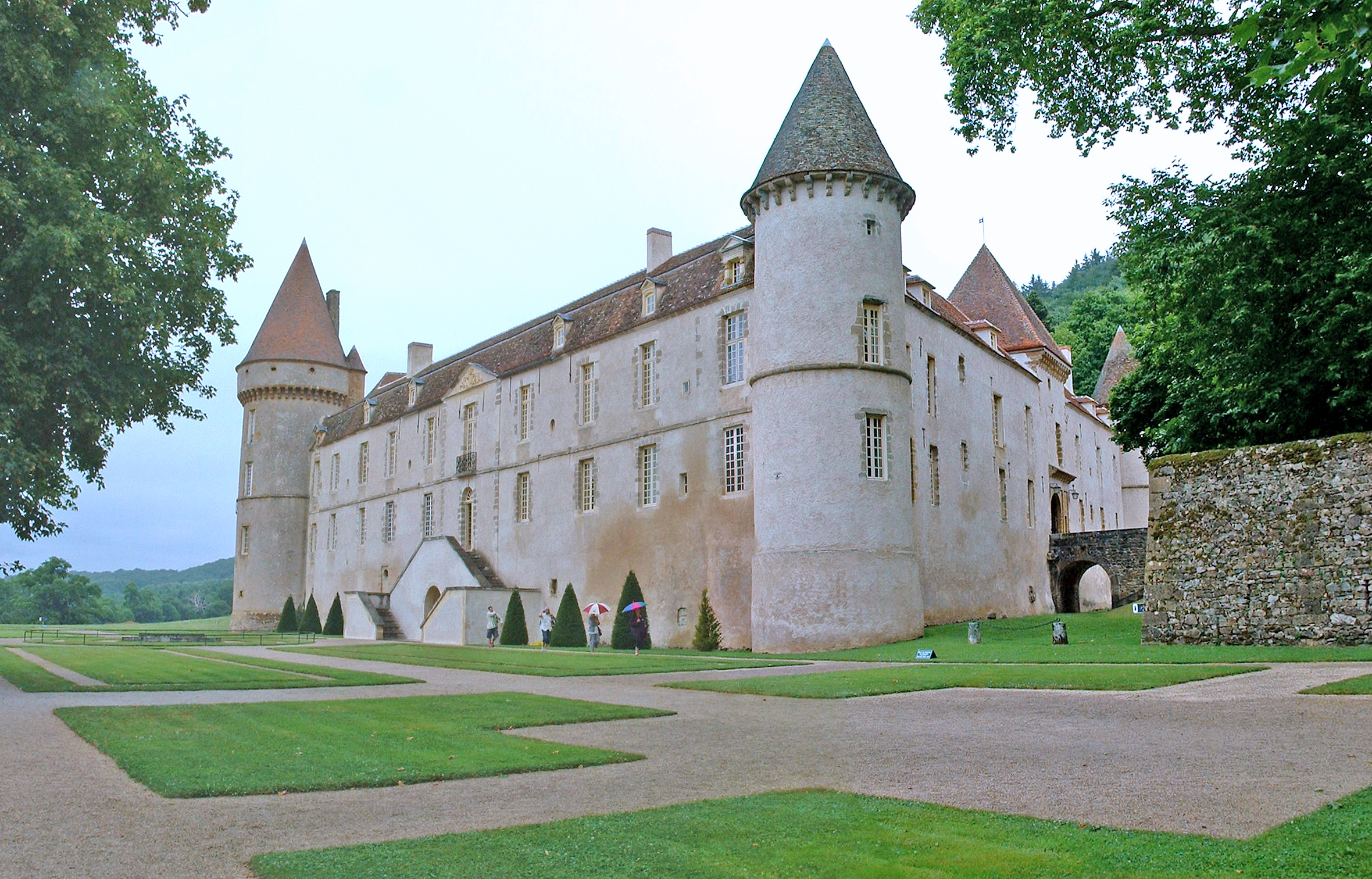
Castelo de Bazoches, antiga propriedade dos Condes de Melun

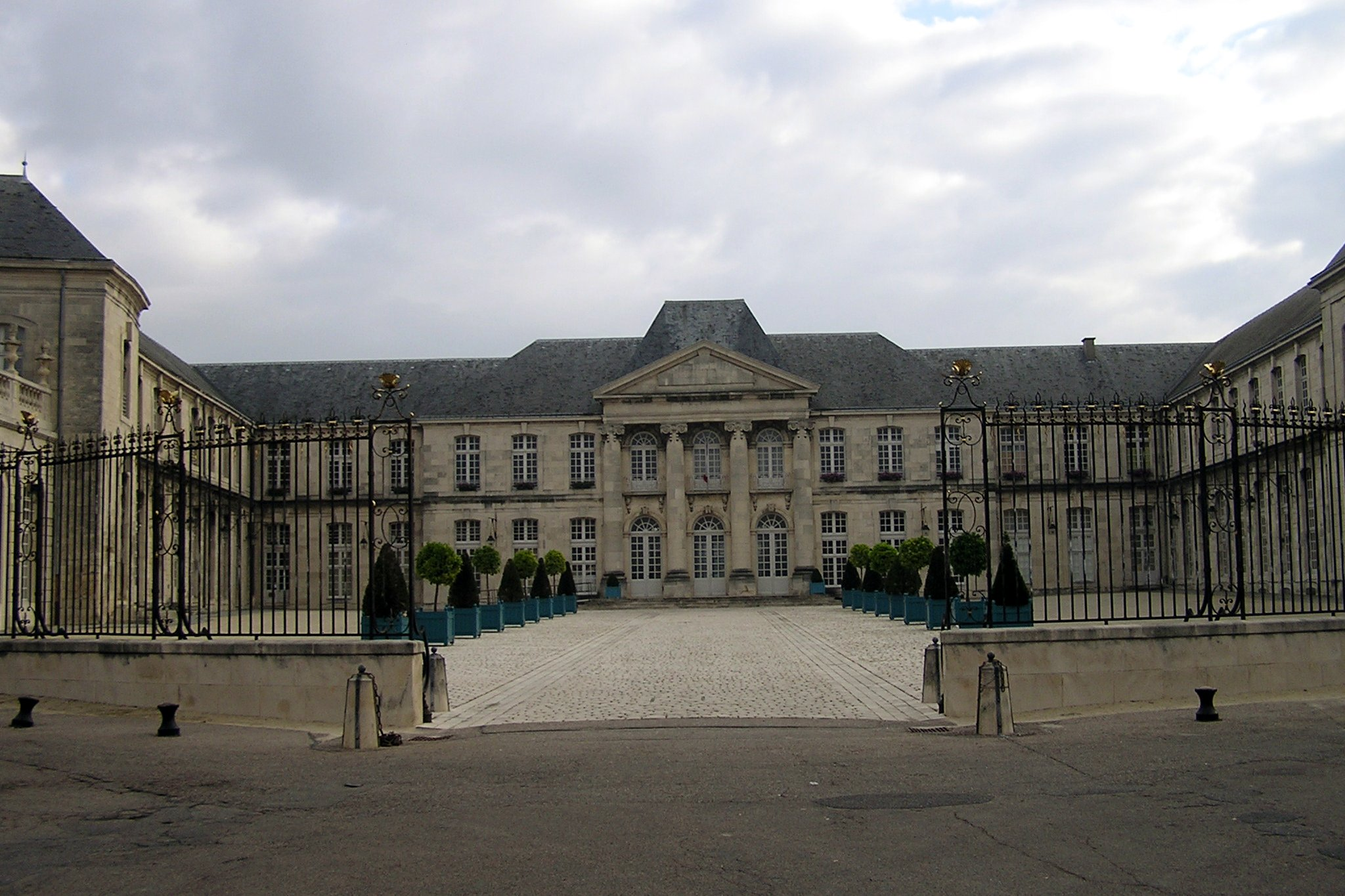
Castelo de Commercy - Em 1451 João II de Antoing, senhor de Antoing, senhor de Epinoy, senhor de Beaumez e visconde de Melun, casou-se com Maria de Commercy, filha de Roberto I, senhor de Commercy e tiveram 10 filhos, com isso os senhores de Melun eram agora também senhores de Commercy

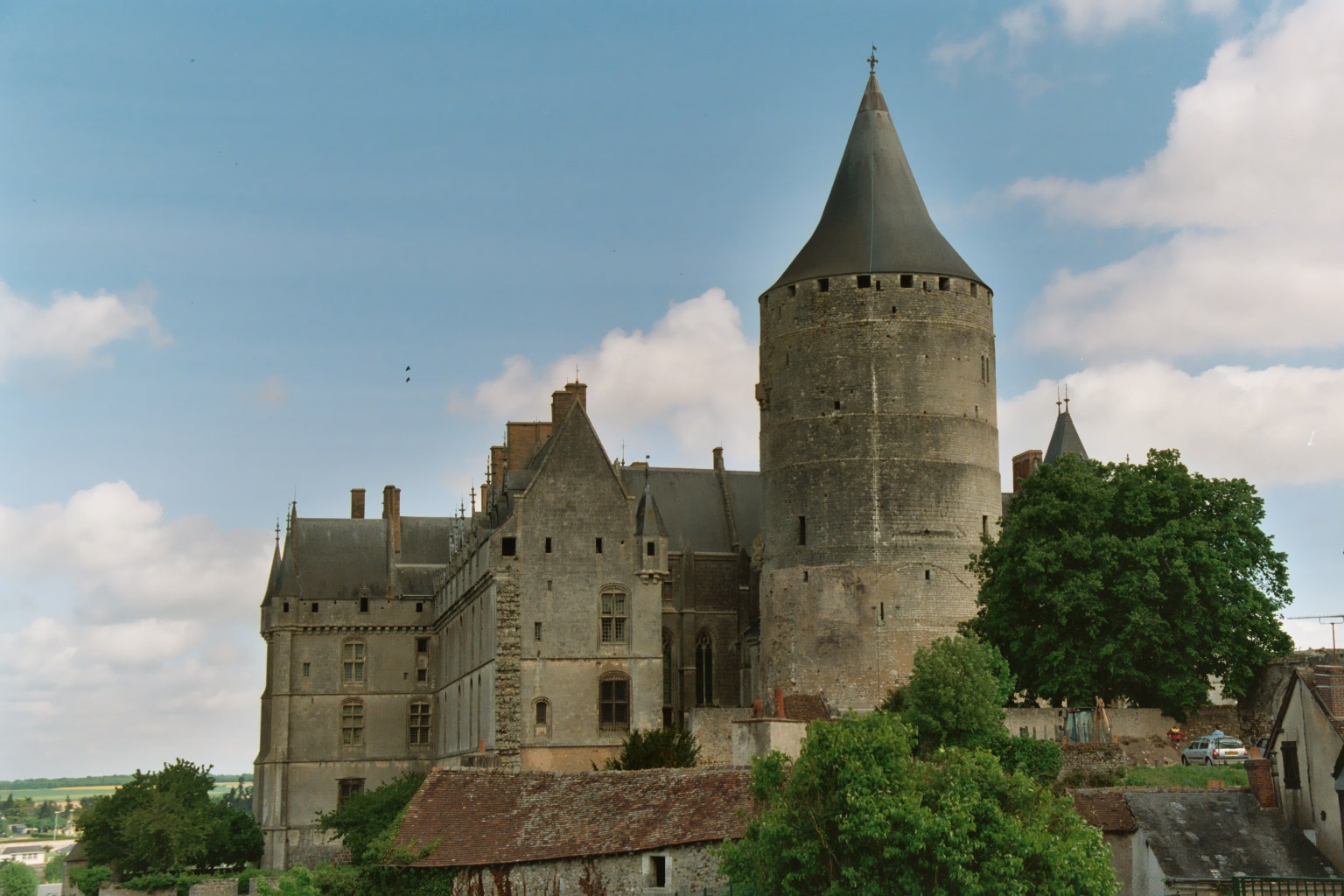
O castelo de Chateaudun, constrído entre os séculos XII e XVI, perteceu a João Dunois e ao filho Francisco I de Orléans, visconde de Melun

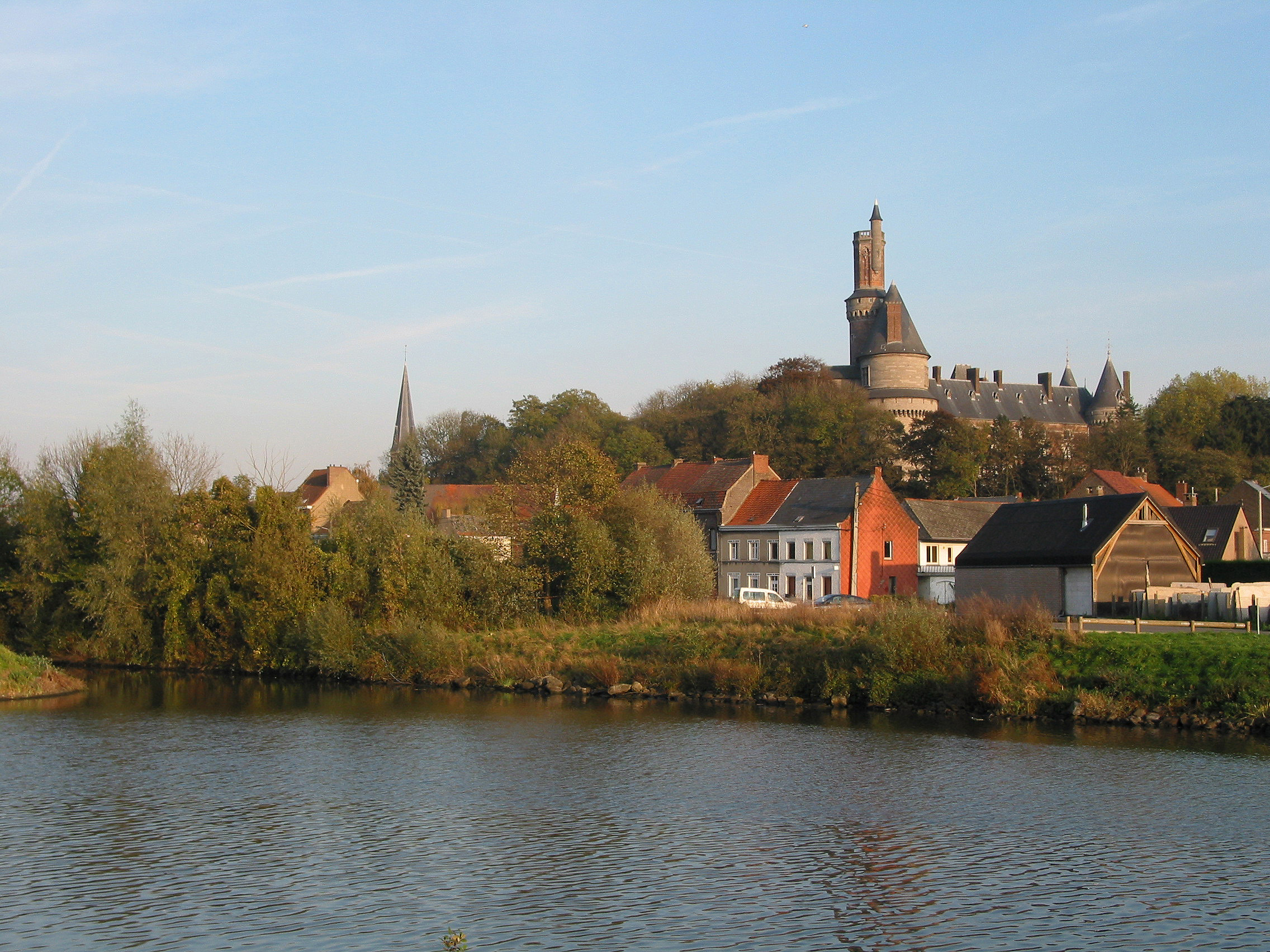
O castelo de Antoing pertenceu primeiramente à poderosa família de Melun e, em 1634, passou para o Príncipe de Ligne

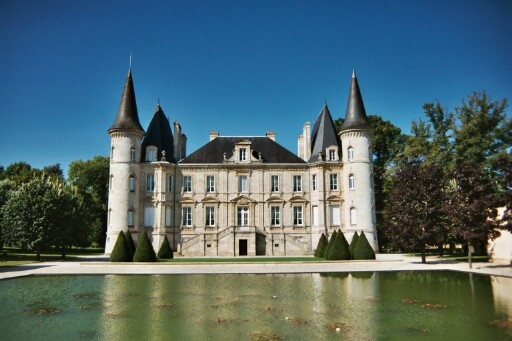
Castelo de Longueville - Residência de Francisco I de Orléans, conde de Longueville, de Montgomery, barão e depois visconde de Melun. Através de seus 4 filhos, foi o tronco das famílias Longueville e Dunois. Um filho mudou para Orléans. A linha se extinguiu em Carlos Paris (1649-1672) de Orléans, Duque de Longueville e duque d’Estouteville. Rothelin é uma linha ilegítima, da qual foi tronco Francisco (morto em 1600) bastardo de Longueville

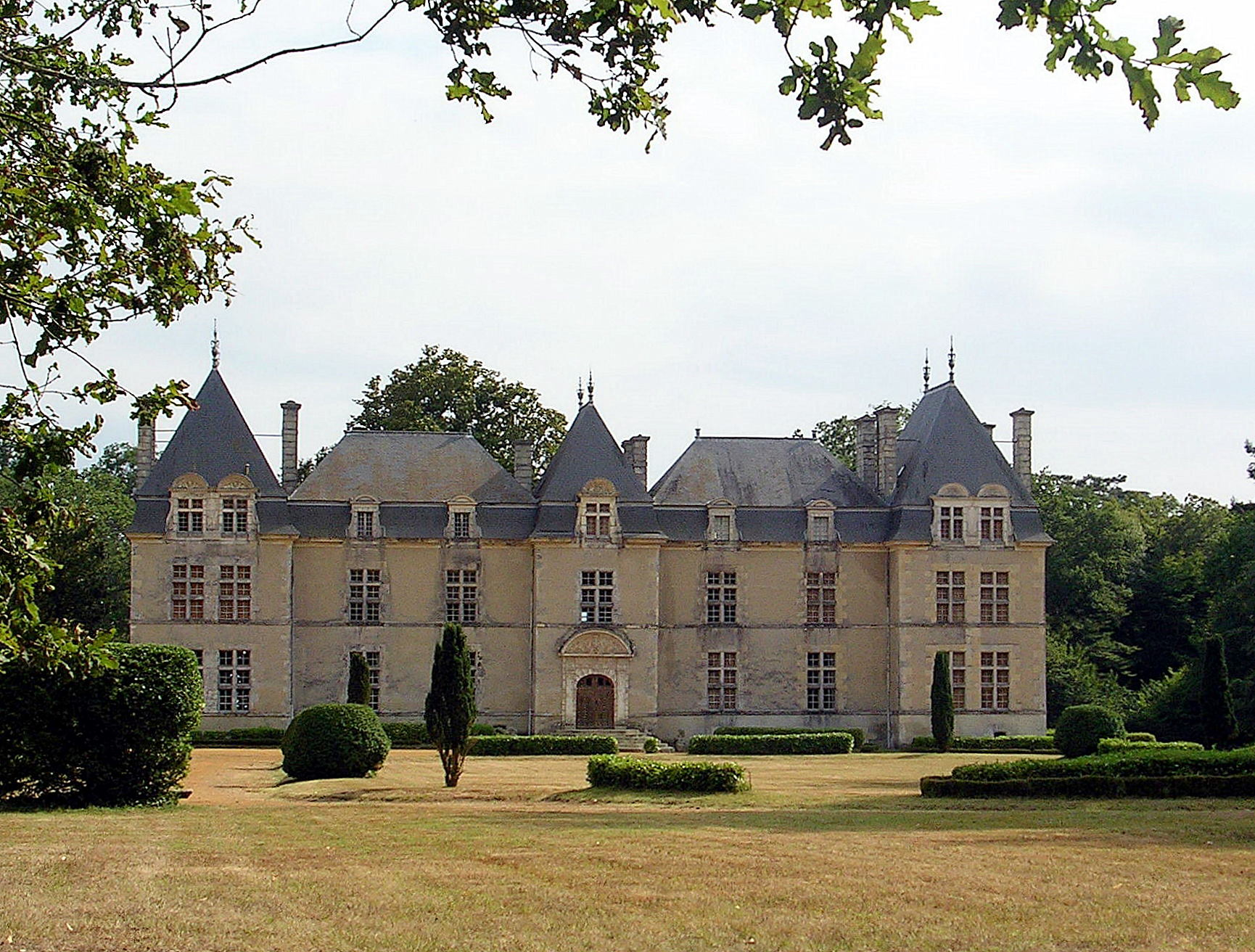
Castelo de Ravignan (Landes) - Residência de Carlos I de Melun, senhor de Normanville, de Lumigny, Barão de Landes, casado com Ana Filipa de la Rochefoucauld. Residência dos senhores de Landes

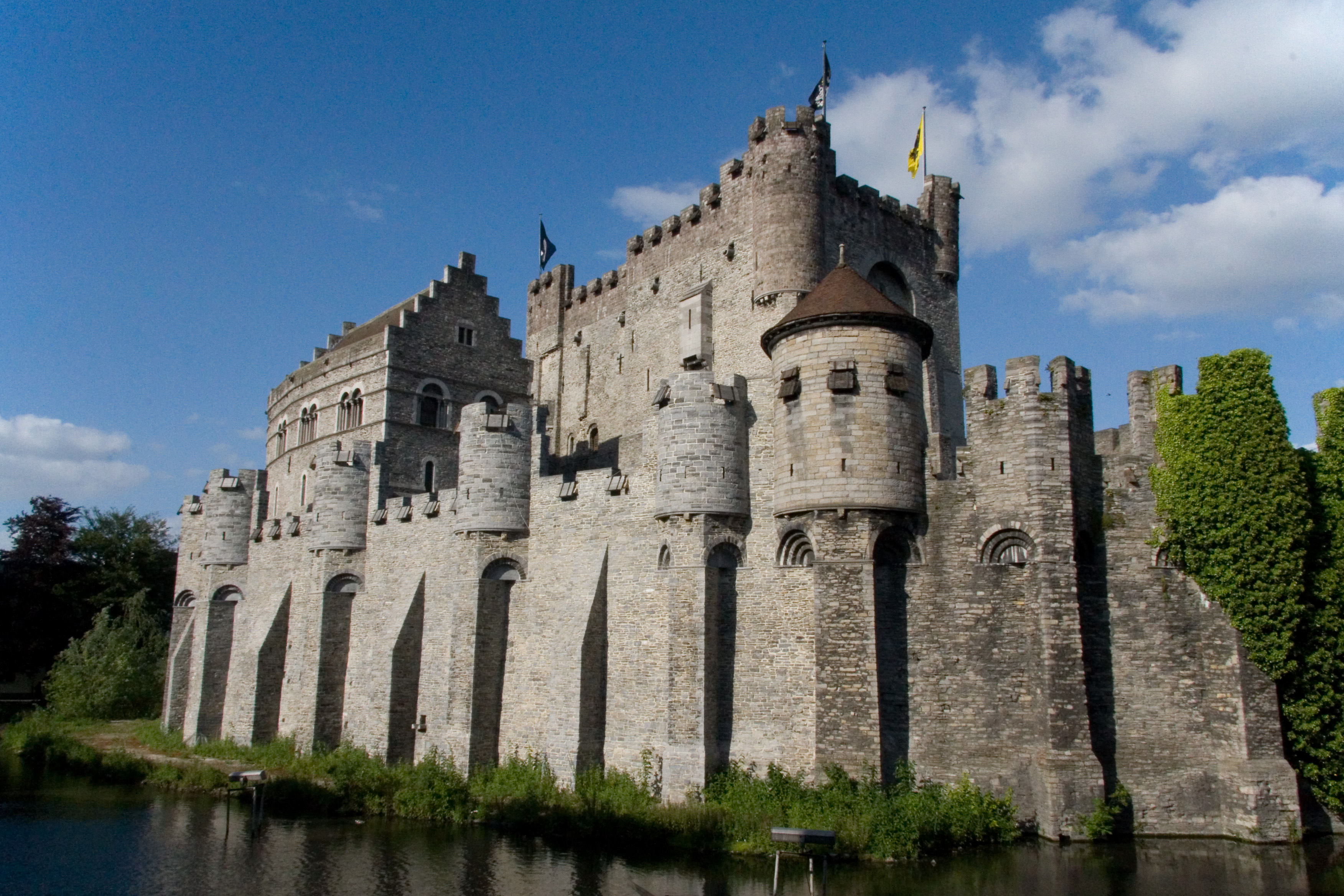
Castelo dos condes de Gand - Alguns dos viscondes de Melun, a exemplo de João I de Antoing e IV de Melun, que era senhor de Antoing, visconde de Gand, senhor de Epinoy, senhor de Rosny, senhor de Beaussart e senhor de Sottenghien, acumulava um certo poder e eram também senhores de Gand e senhores do castelo e suas propriedades

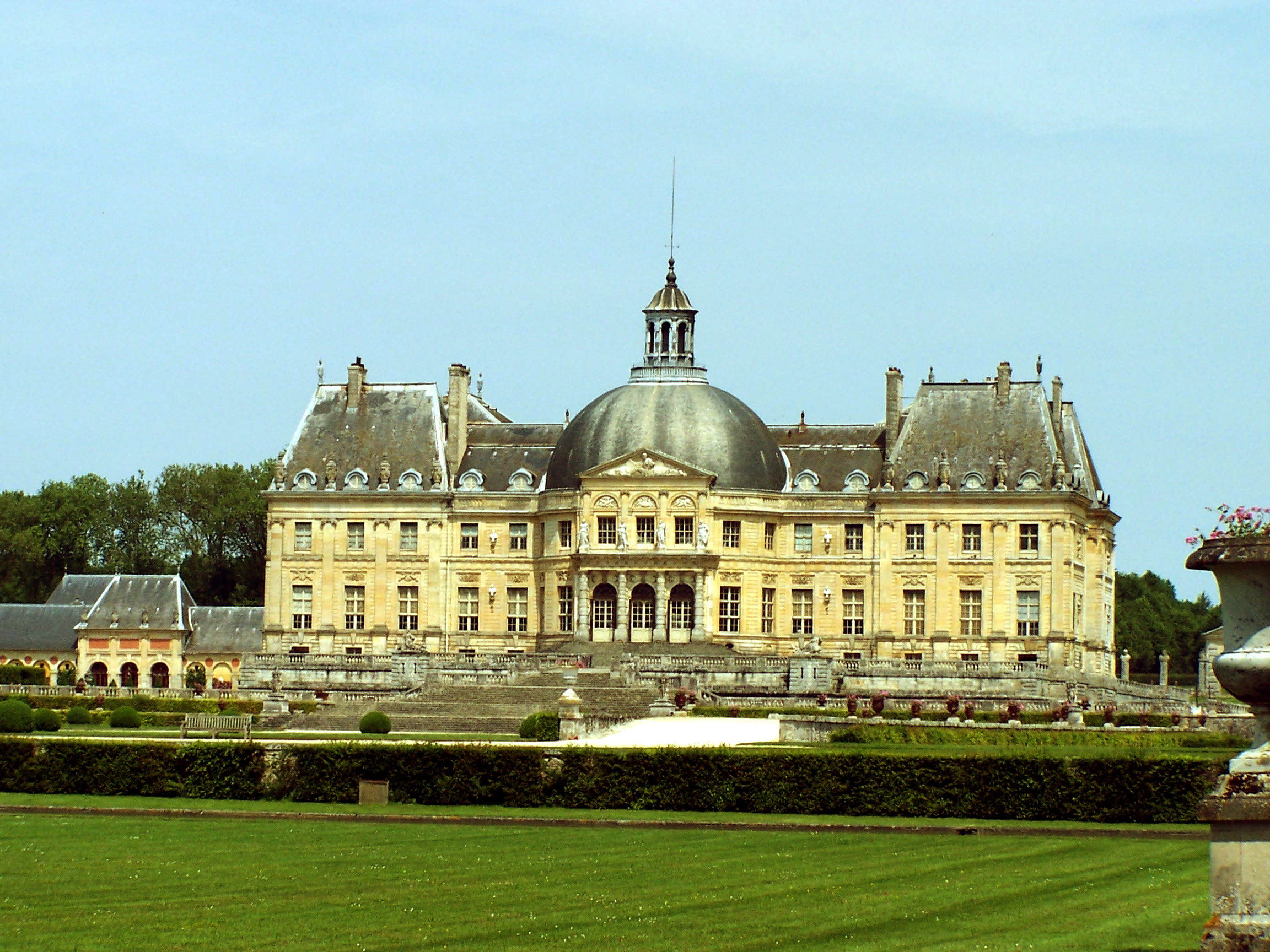
O castelo de Vaux-le-Vicomte foi construído entre 1658 e 1661 por Nicolas Fouquet, marquês de Belle-Isle (Belle-Ile-en-Mer), Visconde de Melun e Vaux, superintendente das finanças de Luís XIV

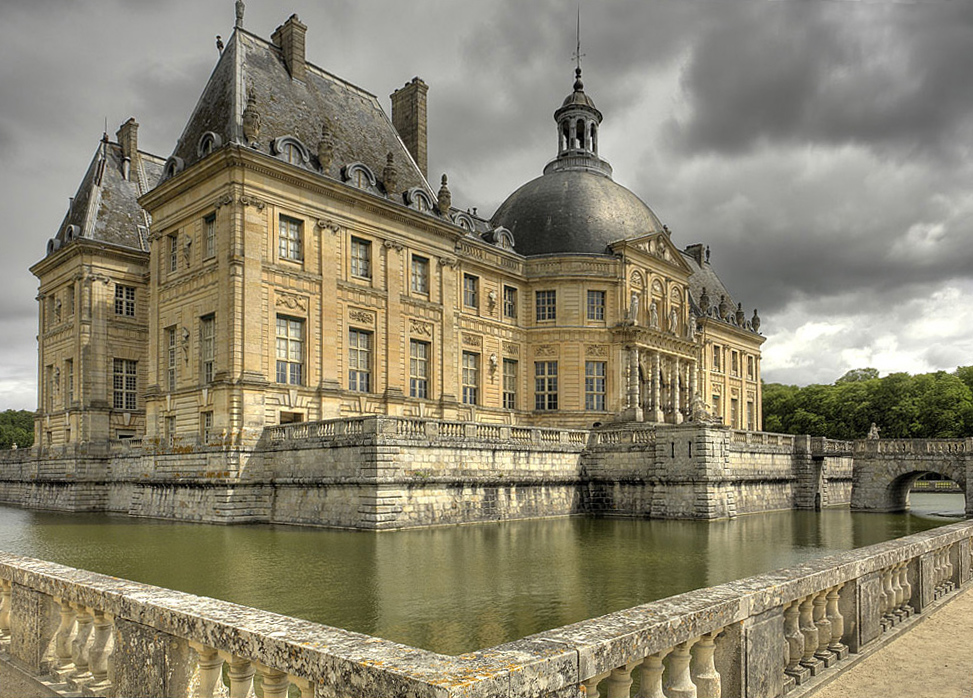
O castelo de Vaux-le-Vicomte em uma vista panorâmica mais ampla

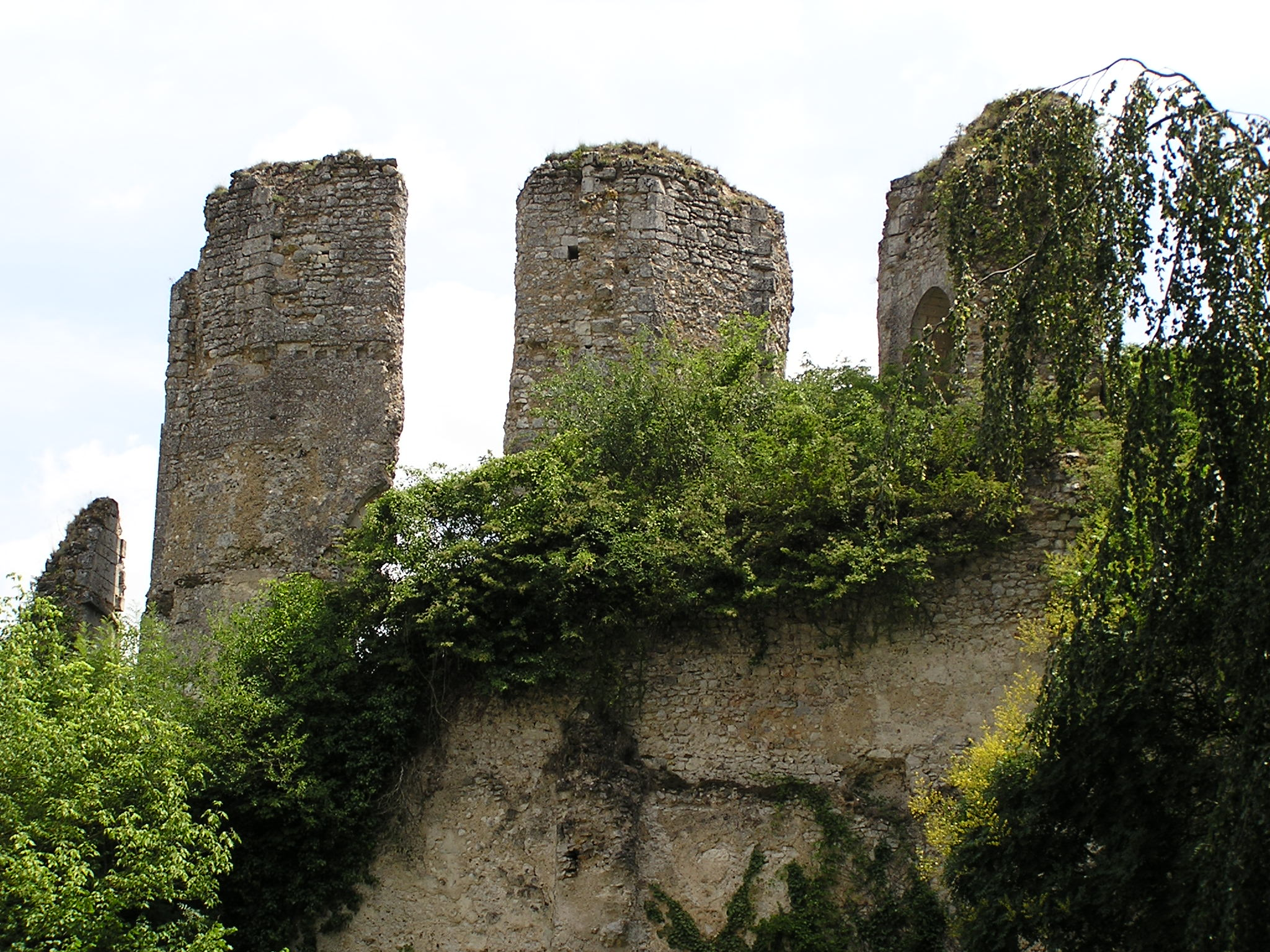
As ruínas do castelo de Vendôme, que serviu de morada aos condes de Vendôme e viscondes de Melun

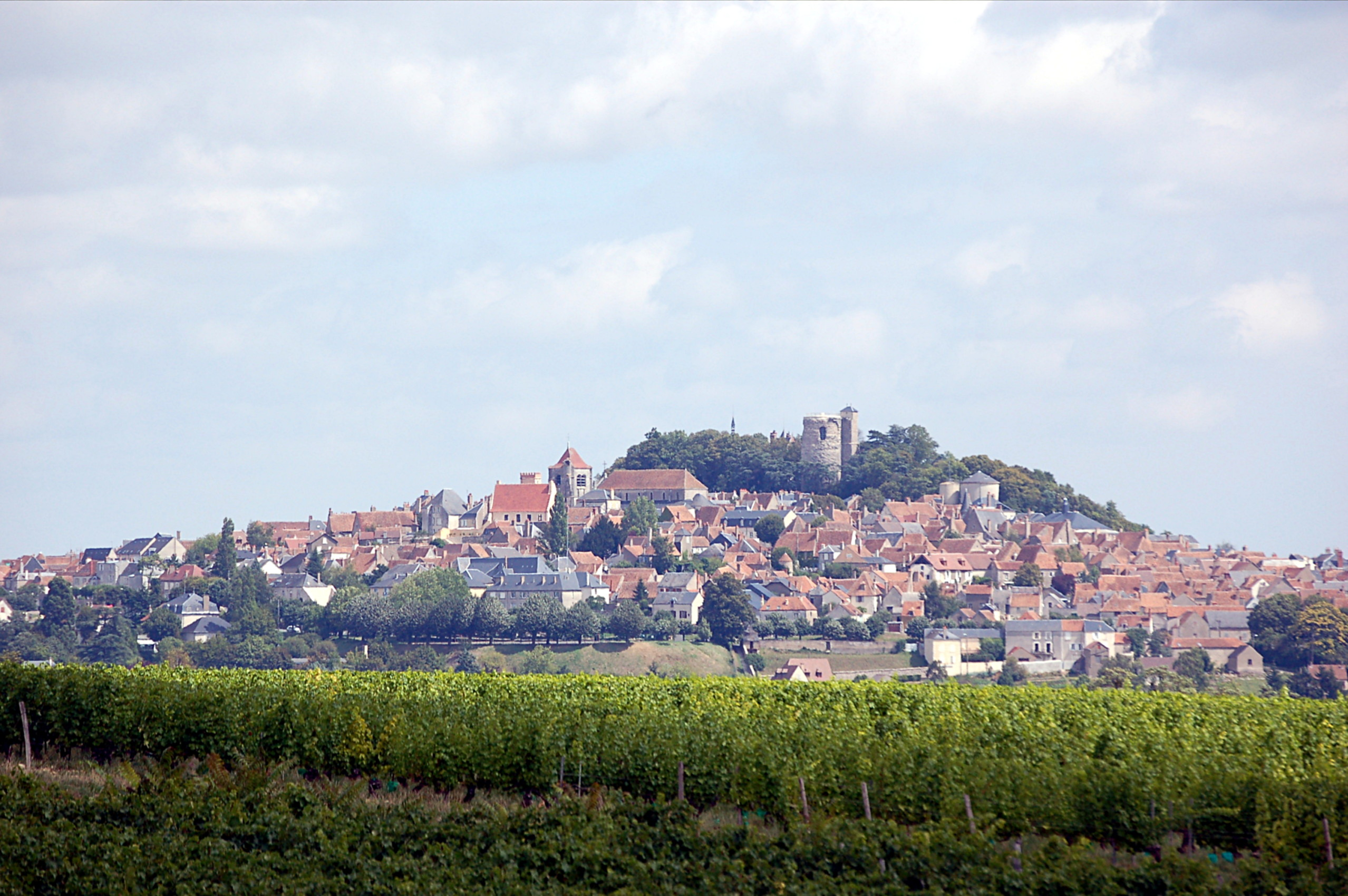
Castelo de Sancerre, morada dos condes de Sancerre. Com o casamento de Adão II de Melun e Aremburga, condessa de Sancerre, senhora de Marcheville e de La Loupe, filha de Estevão II, as duas casas de uniram

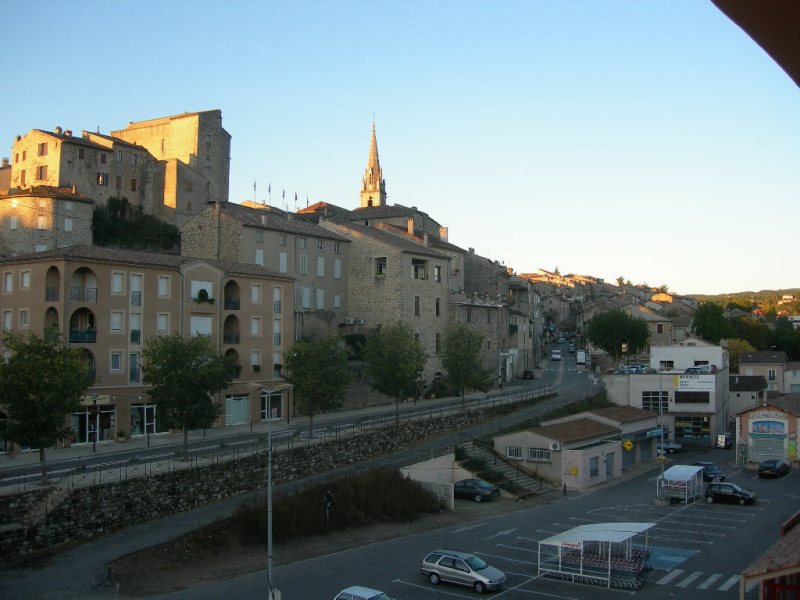
Castelo de Joyeuse - Residência dos Duques de Joyeuse e príncipe do Epinoy Luis I e Luis II

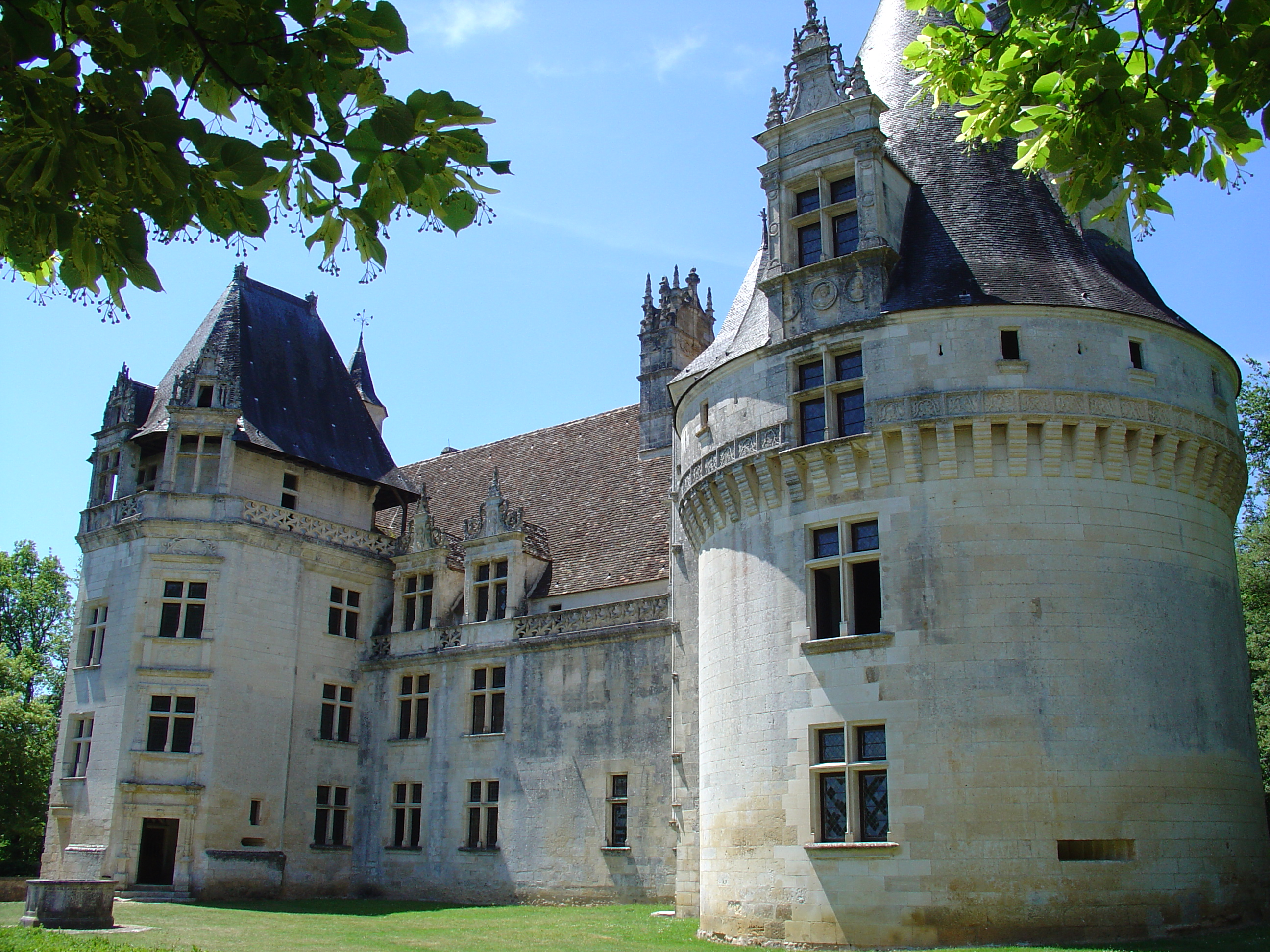
O Castelo Puyguilhem (Villars) - Os últimos viscondes de Melun, forma os chamados condes apanagistas, quando pouca coisa havia além do título que ostentavam. Dois desses viscondes, entre outros, eram da família Villars: Armando Honório de Villars e Cláudio Luís Heitor de Villars, homens de confiança da monarquia, sobretudo com Luis XIV

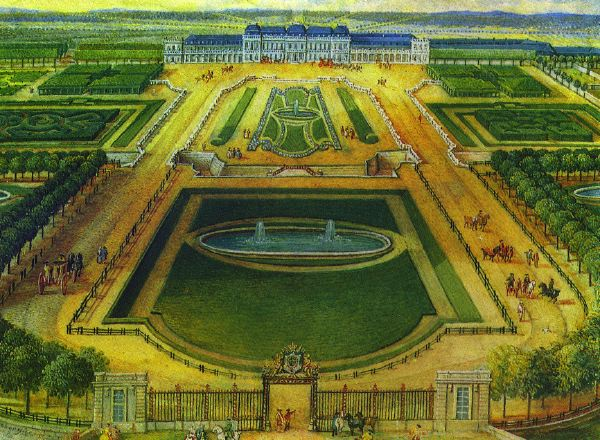
Castelo de Choiseul - Construído por Estevão Francisco de Choiseul, foi residência dos senhores de Choiseul. Dois nobres da família Choiseul foram viscondes de Melun, além de duques de Plaslin. Foram eles César Gabriel de Choiseul (1712-1785) e Reinaldo César Luís de Choiseul (1735-1791), respectivamente pai e filho

- Fulcrado : (???-???) Transfere o Melun ao conde de Vendôme Bucardo
- Bucardo : (???-???) Seu pai era filho de Fulco II, conde de Anjou e Gerberga de Tours e irmão de Reinaldo, conde de Vendôme (???-1005) e Elisabete de Vendôme (n974-m1000)

Casou-se com Elisabete
- Donato de Melun : (790-866). Pouco se sabe de sua descendência, mas alguns historiadores, tem como certo de que ele fora filho de Gauslino I conde do Maine e de sua esposa Adeltrudes, e que ele casou-se com Landrada, filha (provável) de Bégon, conte de Paris e que eles tiveram seis filhos.

- Bucardo I, o Venerável : (956/967-1005), também Conde de Vendôme e Conde de Paris. Era filho do conde de Vendôme, Bucardo e Elisabete.
- Salo de Melun : (c993), possivelmente lendário
- Milo de Melun : (???-1119) senhor de Courtry, conde de Melun.

Casou-se com a neta de Filipe Augusto, filha de Floris ou Florus

## Viscondes de Melun
Os primeiros viscondes de Melun foram listados nos século XVII e XVIII. Em 1844, Adolphe Duchalais, com base em uma leitura mais atenta dos documentos originais, reconstruiu a lista de viscondes de Melun.
- Joscelino I de Melun : (c998)
- Ervígio de Melun : (c1030) Filho de Joscelino I
- Guilherme de Melun : (c1042)
- Urso I de Melun : (c1067-1085) Filho de Ervigio
- Guilherme I, o Carpinteiro : (c1094) - data provavel Filho de Urso I. Participou da Primeira Cruzada

Sua participação nas Cruzadas não foi das mais gloriosas. Tanta ele como Pedro, o Eremita, este último mencionado no início de 1098, durante o cerco de Antioquia. Esta acção militar foi talvez a mais dura da Primeira Cruzada devido à sua longa duração (cerca de oito meses) e às dificuldades de abastecimento que os cruzados enfrentaram, sofrendo fome e doenças. Muitos plebeus e nobres, como o conde Estêvão de Blois, desesperaram e abandonaram a expedição nesta altura. Assim, conforme descrição de Guibert de Nogent tanto o Visconde de Melun como o Eremita, tentaram desertar. Tancredo de Hauteville, temendo uma deserção generalizada, perseguiu os dois fugitivos e levou-os à força junto para junto do seu tio Boemundo de Tarento, que os repreendeu severamente.
- Manassés de Melun : (c1110) Visconde de Melun, era o segundo filho de Urso I, irmão de Guilherme, o Carpinteiro.

Casou-se com Margarida de Montlhéry, filha de Milo, o Grande*
- Hilduíno de Melun : (???-???)
- Guerino de Melun : (???-???)
- Urso II de Melun : (???-???) Filho de Guilherme I, teve 3 filhos: Adão I visconde de Melun; Joscelino II visconde de Melun; Gilles I senhor de Villefermoy.
- João de Melun : (???-???)
- Adão I de Melun : (c1138-1141), filho de Urso II

Casado com Matilde, filha de seu antecessor
- Joscelino II de Melun : (c1156-???), filho de Urso II

Casado com Alpais. Teve 5 filhos dentre os quais, Luís I substituiu-o como visconde de Melun e Avelina que foi casada com Filipe I, senhor de Nemours e depois casou-se com Filipe de Châtillon
- Luís I de Melun : (???-???)

Casou-se com Gisle e tiveram oito filhos, dos quais, Adão II o substituiu em Melun, João, tornou-se bispo de Poitiers, Adélia casou-se Hugo de Esgreville e Gisla casou-se com Eudes de Monstiers.

### Senhores de Montreuil-Bellay
- Adão II de Melun : (???-???) visconde de Melun e seigneur de Montreuil-Bellay († 22 de setembro de 1217).

Casou-se com Aremburga, condessa de Sancerre, senhora de Marcheville e de La Loupe, filha de Estevão II e Leonor de Nesle-Soissons. Foram pais de Guillherme, 1270, casado com Alice de Chacenay; Simão, Senhor de La Loupe e de Marcheville, Marechal da França († 1302); Adão III, Visconde de Melun, Senhor de Montreuil-Bellay. Casado com Joana de Sully, filha de Henrique II.
Adão era um dos comandados por Eudes III duque da Borgonha, na batalha de Bouvines, em 27 de Julho de 1214. Eudes comandou a ala direita (composta de cavaleiros de Champagne e da Borgonha, no exército do rei Filipe II de França). Eudes tinha como lugares-tenente o conde de Saint-Pol, o conde Guilherme I de Sancerre, os condes de Beaumont e Mateus de Montmorency e Adão II, visconde de Melun.
- Guilherme II de Melun : (???-???) visconde de Melun († 4 de maio de 1221).

Casou-se com Ágnes senhora de Montreuil-Bellay, filha de Geraldo III Bellay.
- Adão III de Melun : (???-???) visconde de Melun e senhor de Montreuil-Bellay († 9 de fevereiro de 1250). Em seu governo se dá o Tratado de Melun, em 1226. que tornou o Artois um apanágio de Roberto I de Artois, filho do rei Luís VIII da França.

Casou-se com Gertrudes de La Loupe, condessa senhora de La Loupe e senhora de Marcheville, filha de Estevão I senhor de Châtillon-sur-Loing. Teve 9 filhos do segundo casamento dentre os quais, Guilherme III; Adão IV visconde de Melun. .
- Guilherme III de Melun : (???-1278) visconde de Melun e senhor de Montreuil-Bellay († 1278)

Casou-se em 1160 com Alice senhora de Chacenay, filha de Erard senhor de Chacenay.
- Adão IV de Melun : (1205-1254) visconde de Melun e senhor de Montreuil-Bellay.

Casou-se com Joana, filha de Henrique II senhor de Sully († 1306). Tiveram 10 filhos, dentre os quais: João I; Guilherme, arcebispo de Sens; Filipe, senhor de Saint-Maurice, bispo e conde de Chalons (1335-1338), e em seguida arcebispo de Sens (1338-07/04/1345); Carlos que se casou com Ágnes, senhora d'Issy, filha de Colart d'Issy e tiveram uma filha, Iolanda, senhora d'd'Issy e senhora de La Boissière e que casou-se com Guilherme de Vaudetart; Isabela, casada com Tomás, senhor de Bruyères; João I de São Maurício, senhor de Saint-Maurice e senhor de Fontenelles, casado com Margarida, senhora de Brimeu. O casal João I e Margarida tiveram 6 filhos, dentre os quais, João II de São Maurício, senhor de Saint-Maurice, senhor d'Aillant e senhor de Fontenelles; Catarina esposa de João de Le Ber, senhor d'Auxy; Joana, esposa de João, senhor de Beauval; Nicola, esposa de Bernardo senhor de Conantes.
- João I de Melun : (???-1350) visconde de Melun e senhor de Montreuil-Bellay († 1350).

Casou-se em 1316 com Joana senhora de Tancarville, filha de Roberto senhor de Tancarville († 1328).
Casou-se em 1327 com Isabela senhora de Antoing e senhora de Epinoy e senhora de Sottenghien e senhora de Houdain, filha de Hugo VI senhor de Antoing († 06/12/1354). Com este casamento (em 1327) os senhores de Melun tornam-se senhores de Epinoy e em 1514 Francisco de Melun se torna conde do Epinoy. Ele então entra para o serviço de Carlos V, e seu filho Hugo é feito príncipe de Epinoy, em 1545, por Carlos V.
Teve 7 filhos do primeiro casamento: dos quais os mais importantes foram: João II visconde de Melun, filho de Roberto III de Artois, conde de Artois.; Guilherme, arcebispo de Sens (1346-1378 e Roberto casado em 29 de outubro de 1347 com Isabel senhora de Châtenoy e teve como filho a João senhor de Châtenoy. E teve 3 filhos do segundo casamento, dos quais: Hugo I senhor de Antoing; Isabel senhora de Houdain († 1389), casada em 1343 com Pedro, conde de Dreux. Pedro morreu em 1345 então ela se casou em 11 de julho de 1352, em segundas núpcias, com João de Artois (1321-1387), chamado também João sem Terra, conde d'Eu, senhor de Saint-Valéry. Tiveram como filho a João de Berry.
- João II de Melun : (???-1382) visconde de Melun e conde de Tancarville e senhor de Montreuil-Bellay († 1382).

Casou-se em 1334 com Joana, senhora de Varenguebec e senhora de Estrepagny e senhora de Neaufle, filha de Guilherme VI, barão do Bec-Crespin, († 1374) e tiveram 3 filhos: João III; Guilherme IV; Margarida, casada com Miles IX, conde de Joigny e depois, em segundas núpcias, com Roberto Moreau barão de Fiennes.

### Condes de Tancarville
- João III de Melun : (???-1359) visconde de Melun e conde de Tancarville e senhor de Montreuil-Bellay e senhor de Warenguebec.

Casado em 1348 com Ide senhora de Marigny, filha de Luís senhor de Marigny
- Guilherme IV de Melun : (???-1415) visconde de Melun, conde de Tancarville, senhor de Montreuil-Bellay e senhor de Warenguebec, († 1415)

Casou-se em 21/01/1390 com Joana senhora de Samblançay, filha de Guilherme arcebispo e senhor de Parthenay. Tiveram como filha Margarida viscondessa de Melun e condessa de Tancarville e baronesa de Warenguebec e senhora de Montreuil-Bellay e senhora de Estrepagny e senhora de Blandy e senhora de Châteaurenaud, esposa (em 1417) de Jacques II barão de Montgommery († 1428)

### Senhores d'Antoing
- Hugo I de Melun : (???-???) senhor de Antoing e senhor de Epinoy e senhor de Sottenghien.

Casou-se em 1360 com Margarida, filha de João, senhor de Piquigny.
Casou-se com Beatriz, senhora de Croisilles e senhora de Wingles e senhora de Saulty e senhora de Villeneuve, filha de Roberto de Beaussart senhor de Wingles.
Teve 3 filhos do primeiro casamento: Hugo senhor de Falvy, casado com em 1383 com Isabela, filha de João senhor de Ghistelles; Henrique, casado com Joana de Werchin; Isabela senhora de Vianne († 1409), casada em 4 de abril de 1380 com Roberto senhor de Beaufort-sur-Meuse († 1391) e 6 filhos do segundo, sendo eles: João I senhor de Antoing; Filipote senhora de Croisilles e senhora de Courrières († 1421), casada em 1 de outubro de 1399 com Jacques senhor de Montmorency († 1414); Maria, casada em 1404 com João de Lalain senhor de Houdain; Catarina, casada com João senhor de Roisin; Margarida, casada com Enguerrando senhor de Nedonchel; Catarina senhora de Villerval.
- João I de Antoing e IV de Melun (???-???) senhor de Antoing e visconde de Gand e senhor de Epinoy e senhor de Rosny e senhor de Beaussart e senhor de Sottenghien († 15 de fevereiro de 1484).

Casou-se em 28/10/1419 com Joana, filha de João I, senhor de Beaurevoir († 1420).
Casou-se em 05/04/1421 com Joana senhora de Boubers e senhora de Dompvast e senhora de Blequin, filha de Edmundo d'Abbeville senhor de Boubers († 11/01/1480).
Teve 1 filho do primeiro casamento e 5 do segundo, dos quais: João II senhor de Antoing; Filipa senhora de Sottenghien († 1456), casada em 1 de junho de 1441 com Teobaldo, senhor de Fiennes († 1477); Helena († 25 de julho de 1472), esposa, em 23 de setembro de 1454, de Carlos, conde d'Eu († 1472); Bonne († 21 de janeiro de 1446) esposa de Pedro de Sainte-Aldegonde senhor de Noircarmes e de Josse de Hallwin senhor de Piennes, em segundas núpcias.
- João II de Antoing : (???-???) senhor de Antoing e senhor de Epinoy e senhor de Beaumez, († 26 de outubro de 1513).

Casou-se em 02/10/1451 com Maria, filha de Roberto I senhor de Commercy. Tiveram 10 filhos, dos quais, João III senhor de Antoing; Hugo senhor de Hendine e senhor de Caumont e senhor de Rosny e visconde de Gand († 17/11/1324). Casado em 15/10/1495 com Joana senhora de Hebuterne, filha de Arnaldo de Hornes senhor de Gäsbeck e que descendia dos viscondes de Gand; Roberto senhor de Rosny e senhor de Dompvast. Casado com Adriana viscondessa de Furnes, filha de Guilherme, senhor de Stavelle; Francisco évêque de Arras 04/01/1509-1511, depois devient évêque de ThérouAna 1511; Filipa casada em 03/09/1470 com Frédéric de Hornes senhor de Montigny; Guilhermina casada em 14/06/1485 com Luís de Bournel senhor de Beauchaisne; Helena casada em 24/08/1490 com Richard de Mérode senhor de Hostphalise; Margarida, casada em 21/01/1493 com João senhor de Mérode.
- Francisco I de Orléans (1447-25 de novembro de 1491 Chateaudun), filho de João Dunois e Maria († 1464 Chouze-dur-Loire), senhora de Parthenay, filha de João II d’Harcourt, barão de Montgomery. Francisco I foi conde de Longueville, conde de Montgomery, Barão depois Visconde de Melun, Conde de Dunois e de Tancarville.

Casou-se em Montargis, em 1466 com Ágnes de Saboia (?-1509 Paris) filha de Luís da Saboia, tendo quatro filhos, sendo o tronco das famílias Longueville e Dunois. Um filho mudou armas para Orléans. A linha se extinguiu em Charles-Paris (1649-1672) de Orléans, Duque de Longueville e d’Estouteville. Rothelin é uma linha ilegítima, da qual foi tronco Francisco (morto em 1600) bastardo de Longueville.
- João III de Antoing e V de Melun : (???-1513) senhor de Antoing, visconde de Gand e senhor de Epinoy († 29 de julho de 1504).

Casou-se em 18/03/1495 com Isabela senhora de Richebourg, filha de Jacques senhor de Richebourg. Foi pai de Francisco barão de Antoing e Maria casada em 30/11/1505 com João de Bruges senhor de La Gruthuse e que, em segundas núpcias, tornou-se esposa de Jacques II senhor de La Palice.
- Francisco I : (???-1547) barão de Antoing e senhor depois 28 de novembro de 1514 devient conde de Epinoy († 1547).

Casou-se em 07/07/1514 com Luísa de Buch, filha de Gastão II († 1534).
Casou-se com Ana, filha natural de Maximiliano I imperador do Sacro Império Romano Germânico. e foi pai de dois filhos: Hugo príncipe de Epinoy. e Cláudia casada em 09/08/1531 com Adriano conde de Rœux († 1553).

### Príncipes de Epinoy
- Hugo de Antoing : (???-1553) Hugo era conde e, em 1545, foi o 1º (primeiro) príncipe de Epinoy. Também foi senhor de Antoing e visconde de Melun († 13 de agosto de 1553).

Casou-se em 03/10/1545 com Iolanda senhora de Roubais, filha de Pedro de Barbançon senhor de Werchin. Tiveram seis filhos, dos quais: Carlos foi príncipe de Epinoy († 1579); Pedro príncipe de Epinoy; Roberto senhor depois 01/03/1579 devient marquês de Roubais e senhor de Richebourg e senhor de Caumont, casado com Ana senhora de Aymeries e senhora de Duisant, filha de Jorge Rollin senhor de Aymeries. († 1585); Jacques senhor de Saulty († 1560); Helena casada (em 1565) com Florêncio conde de Hornes († 1570) e em seguida casada com Horis de Berlaimont; Ana Maria de Melun senhora depois marquesa de Roubais e senhora de Antoing e senhora de Cisoing que foi casada em 01/02/1584 com Amoral, príncipe de Ligne.
- Carlos : (???-1579) Carlos era o primeiro filho de Hugo de Antoing a quem sucedeu como o 2º (segundo) príncipe de Epinoy e visconde de Melun († 1579)

- Pedro de Antoing : (???-1594) Pedro, irmão e sucessor de carlos foi o 3º (terceiro) príncipe de Epinoy, foi marquês de Richebourg, visconde de Melun e barão de Antoing († 1594).

Casou-se em 02/07/1572 com Filipa, filha de Carlos II, conde de Lalain.
Casou-se com Hipólita, filha de João I senhor de Bours († 1616).
Teve 2 filhos do primeiro casamento e 7 filhos do segundo, dentre os quais: Guilherme príncipe de Epinoy; Henrique marquês de Richebourg, morreu num duelo em 1607, Ana Henrique marquês de Richebourg e visconde de Gand († 11/1630); Ana Hipólita († 16 de fevereiro de 1615) que se casou em 1610 com Filipe de Ligne príncipe de Arenberg e Ana († 18 de outubro de 1668), casada em 5 de setembro de 1611 com Alexandre I de Bournonville († 1656).
- Guilherme de Epinoy : (???-1635) (n1580). Guilherme foi o 4º (quarto) príncipe de Epinoy, foi marquês de Richebourg, marquês de Roubais, visconde de Gand e visconde de Beaussart († 8 de setembro de 1635).

Casou-se em 17/10/1612 com Maria marquesa de Berg-Opzom e condessa de Walhaim, filha de João de Witthem marquês de Berg-Opzom († 07/1613).
Casou-se em 03/11/1615 com Ernestina, filha de Carlos de Ligne príncipe de Arenberg. Teve 11 filhos, dos quais Ambrósio foi príncipe de Epinoy († 05/08/1641); Alexandre Guilherme foi príncipe de Epinoy; Henrique, foi marquês de Richebourg († 01/1664); Carlos Alexandre Alberto, foi visconde de Gand e Francisco Filipe, foi marquês de Richebourg e conde de Beaussart († 07/02/1690). O seu filho Carlos Alexandre Alberto casou-se 12/02/1664 com Renée senhora de Survié, filha de Filipe de Rupierre senhor de Survié e teve tres filhos: Alexandre conde de Melun visconde de Gand, que se casou em 1691 com Elisabete, filha de Carlos II, príncipe de Guémené († 1707) e foi pai de Luísa Armanda, casada com Gabriel de Melun; Ambrósio marquês de Melun que se casou com Carlota, filha de Francisco de Monchy barão de Vismes e foram pais de João Alexandre Teodósio conde de Melun (n.15/01/1710); Gabriel visconde de Melun. ? Marechal de Campo, casado com Luísa, filha de Alexandre, visconde de Gand. Seu outro filho Francisco Filipe foi marquês de Richebourg e conde de Beaussart († 07/02/1690), casou-se em 02/1665 com Teresa, filha de Filipe, príncipe de Isenghien e tiveram 4 filhos: Filipe marquês de Richebourg, grand de Espagne. que casou-se com uma nobre da Família Visconti e foram pais de Maria Joana esposa de Francisco conde de Wartenberg; Guilherme conde de Beaussart, grand de Espagne, casado com uma filha de Francisco Schets, conde de Urtel; Maria José que foi esposa em 09/04/1690 de Carlos de Monchy senhor de Senarpont; Luísa (n1665), esposa, em 1690, de Maximiliano de La Woestine senhor de Bacelaer.
- Ambrósio de Epinoy : (???-1641) Primeiro dos 11 filhos de Guilherme de Epinoy, Ambrósio foi o 5º (quinto) príncipe de Epinoy e visconde de Melun. († 5 de agosto de 1641)

- Alexandre Guilherme de Epinoy : (???-1679) filho de Guilherme de Epinoy, foi o 6º (sexto) príncipe de Epinoy e marquês de Roubais e visconde de Gand e barão de Antoing († 16 de fevereiro de 1679).

Casou-se em 19/04/1665 com Luísa , filha de Luís duque de Charost († 1666).
Casou-se em 11/04/1668 com Joana, filha de Henrique senhor de Sainte-Aulaye († 1698).
Casou-se em 23/10/1680 com Armando I duque de Charost († 1747).
- Carlos Alexandre Alberto : (???-1675) Irmão do anterior e filho de Guilherme de Epinoy, foi visconde de Gand.

Renée senhora de Survié, filha de Filipe de Rupierre senhor de Survié. Tiveram 3 filhos: Alexandre de Melun, conde de Melun e visconde de Gand; Ambrósio de Melun, marquês de Melun e Gabriel de Melun Vicomte de Melun. ? maréchal de camp.
- Alexandre de Melun : (???-???) conde de Melun visconde de Gand. Sobrinho de Alexandre Guilherme e primeiro filho de Carlos Alexandre Alberto e Renée senhora de Survié, filha de Filipe de Rupierre senhor de Survié.

Casou-se em 1691 com Elisabete, filha de Carlos II, príncipe de Guémené († 1707) e foi pai de Luísa Armanda, casada com Gabriel de Melun;
- Ambrósio de Melun : (???-???) marquês de Melun. Sobrinho de Alexandre Guilherme e segundo filho Carlos Alexandre Alberto e Renée senhora de Survié filha de Filipe de Rupierre senhor de Survié.

Casou-se com Carlota, filha de Francisco de Monchy barão de Vismes e foram pais de João Alexandre Teodósio, conde de Melun em 15/01/1710.
- Gabriel de Melun : (???-???) visconde de Melun. ? marechal de campo. Sobrinho de Alexandre Guilherme e terceiro filho Carlos Alexandre Alberto e Renée senhora de Survié, filha de Filipe de Rupierre senhor de Survié.

Casou-se com Luísa, filha de Alexandre, visconde de Gand.

## Duques deJoyeuse
- Luís I de Epinoy : (???-1704) (n1673), filho do segundo casamento de Alexandre Guilherme foi o 7º (sétimo) príncipe de Epinoy e marquês de Roubais e barão de Antoing († 24 de setembro de 1704). ? brigadeiro, 1702 marechal de campo.

Casou-se em 07/10/1691 com Elisabete, filha de Francisco, príncipe de Lillebonne († 1748).
Teve dois filhos: Luís II e Ana Júlia Adelaide (n1698-m 18/05/1724), casada em 18 de setembro de 1714 com Luís, príncipe de Soubise († 1724).
- Luís II : (???-1724) (nascido em 10/1694), foi o 8º (oitavo) príncipe de Epinoy, também foi barão de Antoing, conde de Saint-Pol, marquês de Roubaix, visconde de Gand, duque (10/1714) de Joyeuse e em 10/1714 par de França († 31 de julho de 1724),

Casou-se em 23/01/1716 com Armanda, filha de Emanuel de Bouillon († 1717) e manteve um casamento secreto com María Ana de Bourbon-Condé (1697-1741); Mademoiselle de Clermont, Duquesa de Joyeuse, filha de Luís III de Bourbon-Condé e Luisa Francisca de Bourbon, Mademoiselle de Nantes, filha legitimada de Luís XIV de França e Madame de Montespan
O título se tornou um apanágio honorário. Visconde incluem, entre outros, Armando Honório de Villars e Cláudio Luís Heitor de Villars.

### Viscondes apanagistas
- Nicolas Fouquet : (1615-1680), foi marquês de Belle-Île, Visconde de Melun e Vaux. Também foi superintendente de Finanças da França, sob Luís XIV.

Casou-se em 1651 com Maria de Castela, que também pertencia a uma rica família da nobreza legal em Espanha.
- Cláudio Luís Heitor de Villars : (1653-1734), foi príncipe de Martigues, Marquês e, em seguida, Duque de Villars e  Visconde de Melun. Foi um dos últimos grandes generais de Luís XIV e um dos comandantes mais brilhantes em toda história militar da França. Foi um dos seis Marechais  que foram promovidos à Marechal Geral da França.

- Honório Armando : (1702-1770), duque de Villars, duque e par da França,  príncipe de Martigues , grande da Espanha , cavaleiro do Tosão de Ouro , Visconde de Melun, Marquês de la Melle, conde de Rochemiley. Foi um nobre francês, soldado e político.

Casou-se com Amable Gabriela de Noailles, filha de Maurício Adriano de Noailles

## Casa de Choiseul
- César Gabriel de Choiseul : (1712-1785), duque de Praslin, Visconde de Melun.

- Reinaldo César Luís de Choiseul : (1735-1791), filho do anterior, cujo filho, duque de Praslin, Visconde de Melun.